# Оливер Габарро, Магдалена
Мари́я Магдале́на Оливе́р Габарро́ (исп. Magdalena Oliver Gabarró; 31 октября 1903, Барселона, Испания(?) — 1 мая 2019, там же) — испанская неверифицированная долгожительница. Согласно личным документам, она являлась старейшим жителем Испании после смерти 116-летней Аны Велы Рубио.

## Долголетие
- 15 декабря 2017 года стала главным кандидатом на звание старейшего ныне живущего жителя Испании, после смерти 116-летней Аны Велы Рубио.
- 31 октября 2018 года отметила 115-летие.
- Скончалась 1 мая 2019 года[3].